# Несезонско алергијско запаљење вежњаче ока
Несезонско алергијско запаљење вежњаче ока је једна од алергијских болести ока проузрокован кућном прашином, грињама, длакама кућних љубимаца, перјем и сличним алергенима. Симптоми болести слични су онима код сезонског конјуктивитиса, али се јављају током целе године, са повременим појачањем симптома, најчешће на прелазу годишњих доба. За ове пацијенте је веома важно да редовно користе лекове, али и да из непосредног окружења уклоне алергене (перјане јастуке, завесе, тепихе, кућне љубимце) и одржавају редовну хигијену у кући.
Ако се болест правовремено не лечи ретко прелази у хроничних компликација, које могу довести до озбиљних оштећења локализованих у другим деловима ока, као што је на пример упала дужице или рожњаче.

## Етиологија
Болест је узрокована прашином која потиче од кућних љубимаца или домаћих животиња, гриња, перја и сличних супстанци. Овај облик запаљења вежњаче може се јављати током читаве године.

## Патофизиологија
Алергијско запаљење вежњаче ока представља неуобичајен и непримерен одговор имуног система организма на разноврсне антигене са којима је организам дошао у додир. Антиген је било која супстанца коју организам препознаје као „страну”, самим тим и потенцијално штетна, и против ње ствара антитела, као неку врсту одбрамбеног механизма који омогућава заштиту од свега што организам сматра опасним. Реакција између алергена и специфичног антитела назива се алергијском реакцијом. Она у зависно о врсти ткива у којем се одвија алергијска реакција, ослобађаа многобројне и разноврсне материје (хистамин, протеазу, хепарин, фактор активације тромбоцита, итд), које потом оштећују и/или разарају ткиво око и одговорне су за настанак симптома несезонског алергијског конјуктивитиса.
Према томе алергени (антигени) из спољашње средине су ти који изазивају несезонски алергијски конјуктивитис, болест настала након додира алергена и организма, као резултат заштите организма који се брани производњом заштитних антитела, имуноглобулина, који су специфични за сваки алерген. Зато је алергијска конјуктивитис, као и свака друга алергијска болест, специфична.
Време потребно да се развије преосетљивост на антиген, односно да организам створи антитела и да се након тога алергијска болест конјуктиве манифестује, назива се период сензибилизација, и може различито да треаје.

## Клиничка слика
Најчешћи симптоми и знаци болести, који захвата оба ока (за разлику од други неалергијских запаљења вежњаче који се обично јављају једнострано), су:
Лак оток подручја око очију
Оток очних капака, који настаје као последица запаљењске реакција може се погоршати непрестаним трљањем ока у покушају ублажавања тегоба.
Бол у очима
Код неких болесника, пре свега са јачом запаљењском реакцијом, могу се јавити болови у једном или оба ока.
Црвенило
Због иритације ока долази до ширења капилара (малих крвни судова) у вежњачи, па вежњача постаје хиперемична и иритирана.
Свраб и сузење очију
Осећај свраба и сузење очију који настаје као последица иритације вежњаче и може се погоршати ако се око стално трља у покушају ублажавања тегоба.
Пратећи симптоми
Клиничка слика је често праћена и другим пратећим симптомима, пре свега оним од стране носа — оток носне слузокоже, кијање, цурење из носа и свраб у ноздрвама.

## Дијагноза
Како је свака алергијска реакција изазвана  посебним алергеном, главни циљ дијагнозе је проналажење тога алергена. Алерген може бити биљка која расте у одређеном периоду године, попут траве или полена или нека друга материја као нпр. псеће длаке, лекова или хране. Како алерген може изазвати алергијску реакцију када дође у додир са кожом или оком, када је удахнут, поједен или убодом унесен у кожу, пажљивом сарадњом лекара и пацијената треба дијагностички утврдити пут уноса алергена у организам.
Крвни тестови
Тестови могу помоћи при одређивању да ли су симптоми повезани с алергијом и који је алерген одговоран. Узорак крви може садржати мноштво еозинофила, врсте крвних ћелија које се у повећаном броју налазе код многих алергијских реакција.  
Данас се најчешће користе тестови из крви за одређивање укупне количине ИгЕ антитела (РИСТ), или ниво специфичних ИгЕ антитела на одређене алергене (РАСТ).
- Одређивање укупних ИгЕ антитела у крви (РИСТ), заснова се на чињеници да се количина ИгЕ антитела у серуму здравих особа мења током живота и да може бити повећана код алергијских, паразитских и злоћудних болести.
- Одређивање специфичних ИгЕ антитела у крви (РАСТ), омогућава утврђивање количине специфичних ИгЕ антитела, која се  стварају у телу болесника на појединачне алергене (инхалаторним или нутритивне). Ове вредности изражавају се најчешће у мерним јединицама IU/ml.

| Разред | Специфични ИгЕ (IU/ml) | Тумачење резултата специфичних ИгЕ |
| ------ | ---------------------- | ---------------------------------- |
| 0      | 0,00 - 0,34            | Није мерљив ниво ИгЕ               |
| 1      | 0,35-0,69              | Минимална количина ИгЕ             |
| 2      | 0,70-3,49              | Мала количина ИгЕ                  |
| 3      | 3,50- 17,49            | Умерена количина ИгЕ               |
| 4      | 17,90- 49,90           | Велика количина ИгЕ                |
| 5      | 50,00-100,0            | Врло велика количина ИгЕ           |
| 6      | > 100                  | Изузетно велика количина ИгЕ       |

Кожни тестови
Кожни тестови су најбољи за одређивање врсте алергена. За кожне тестове, праве се разблажени раствори екстраката дрвећа, трава, полена, прашина, животињских длака, отрова инсекта, хране и појединих лекова, који се појединачно, у малим количинама наносе на или у кожу пацијента. Ако је особа алергична на једну или више тих материја, место на којем је иницирана та супстанца развија се оток и осип (налик на уртикарију уз околно црвенило) унутар 15 до 20 минута.
Радиоалергосорбент тест.
Када се кожно тестирање не може извести или је опасно, због бурне реакције, може се користити радиоалергосорбент тест. Радиоалергосорбент тест (РАСТ) мери нивоа ИгЕ специфичних за поједине алергене у крви, што може помоћи при дијагнози алергијске кожне реакције, сезонске алергијске упале носне слузокоже  или алергијске астме.
Оба су теста високо специфична и тачна, премда је кожни тест обично нешто мало тачнији и често, јефтинији а резултати се могу очитати одмах.

## Терапија
Излечење несезонског алергијског запаљења ока постиже се идентификацијом одговорног алергена и десензибилизација организма, али је у пракси то врло тешко постићи јер велики број алергена може бити узрок настанака алергијске реакције. Смиривање симптома болести најчешће се постиже локалном применом антихистаминика и нестероидних антиинфламаторних лекова. 
Међутим, централно место у терапији имају:
- Стабилизатори мембране мастоцита (кромолини, лодоксамид, кеторолак и левокабастиндин, натријум хромогликат, лодокамид) чији је терапијски ефекат значајан, а примена могућа у току дужег временског периода без нежељених дејстава.
- Кортикостероидима - чија примена је препоручена само за тешке клиничке форме ове болести, за ограничени временски период (неколико недеља) уз пажљиви надзор, јер могу изазвати повишени притисак у очима, мрену и опортунистичке инфекције.